# Peggy Ahern
Peggy Lenore Ahearn Blaylock (Douglas, Arizona, 9 de marzo de 1917-Culver City, California, 24 de octubre de 2012), más conocida como Peggy Ahern, fue una actriz estadounidense, conocida por su aparición en ocho películas de Our Gang entre 1924 y 1927. Ahern fue uno de los últimos sobrevivientes del reparto de Our Gang.

## Biografía
Ahern nació en Douglas (Arizona), el 9 de marzo de 1917. Se mudó en Culver City con su familia en 1921.
Comenzó su carrera cinematográfica en la película de 1923 de Hal Roach, La llamada de lo salvaje, lanzada por Universal Pictures.  Luego apareció en pequeños papeles en dos películas, lanzadas en 1925: Excuse Me, protagonizada por Norma Shearer y Not So Long Ago, protagonizada por Ricardo Cortez y Betty Bronson.
Ahern fue elegida por Roach en ocho películas de Our Gang de 1924 a 1927: Cradle Robbers de 1924, The Sun Down Limited de 1924, Circus Fever de 1925, Dog Days , The Love Bugde 1925, Official Officersde 1925, War Feathersde 1926 y Olympic Games de 1927.
Ahern y su hermana, Lassie Lou Ahern, viajaron con un acto de canto y baile de vodevil entre 1932 hasta 1939. También aparecieron en el corto musical cómico de 1937, Hollywood Party de Charley Chase.
Ahern murió el 24 de octubre de 2012 a los 95 años.